# Capitale proprio
Il capitale proprio è il valore dei conferimenti dell'imprenditore nell'azienda individuale oppure dei soci in un'azienda collettiva (società). In quest'ultimo caso il capitale proprio viene denominato capitale sociale. Se, ad esempio, i soci hanno conferito nell'azienda denaro per 100.000 Euro, il capitale proprio (sociale) sarà pari a 100.000 Euro. Occorre tenere presente che talvolta il capitale sociale non coincide col capitale proprio, perché ad esempio, quest'ultimo include il capitale sociale più le riserve.

## Descrizione
Il capitale proprio si modifica nel tempo. Se alla fine del primo anno, sempre partendo dall'esempio precedente, l'azienda otterrà un utile di 20.000 Euro, il capitale proprio sarà pari a 120.000 Euro. Questo valore riassume il valore della società, cioè il valore del patrimonio acquistato sia con i conferimenti dei soci che con debiti. Se l'attività dell'azienda cessasse e venisse messa in liquidazione, il capitale proprio corrisponderebbe al valore che dovrebbe essere ripartito tra i soci. Se, invece, si vendesse l'azienda ad un altro soggetto, il capitale proprio corrisponderebbe al prezzo di vendita.
In caso di liquidazione o di cessione dell'azienda, i criteri per la valutazione dei beni presenti in azienda devono essere opportunamente rivisti per adeguarli alla realtà esistente al momento della vendita. Il capitale proprio potrebbe discostarsi dalla realtà a causa di criteri particolari usati nel corso della normale vita dell'azienda.
Il capitale proprio è vincolato all'azienda per un tempo indeterminato, in quanto non è fissata l'epoca del rimborso, per cui la restituzione del finanziamento avverrà di norma al momento della cessazione dell'azienda. Non comporta un obbligo di remunerazione, la cui misura dipende dai risultati della gestione. È capitale di pieno rischio, nel senso che può essere intaccato dalle perdite di gestione. Non è soggetto ad interessi.
Il capitale proprio, unitamente alle passività consolidate (debiti con scadenza superiore ad un anno), concorre a formare il capitale permanente.